# تات‌لار، داغستان
تات‌لار (به لاتین: Tatlyar) یک منطقهٔ مسکونی در روسیه است که در داغستان واقع شده‌است.